# نادي صباح (أذربيجان)
نادي صباح هو نادي كرة قدم أذربيجاني يلعب في دوري أذربيجان الممتاز.تأسس النادي في 2017 وشارك في الدوري الأذربيجاني في 2018.